# Upside Down (The Jesus and Mary Chain)
Upside Down è il singolo d'esordio del gruppo musicale britannico The Jesus and Mary Chain, pubblicato il 9 novembre 1984.
È l'unica uscita del primo periodo della band per la casa discografica Creation Records e con circa 50 000 copie vendute è stato il primo successo per l'etichetta.
Le copertine delle prime 1 000 copie (in nero con scritte rosse e un indirizzo per scrivere al gruppo sotto gli accrediti) sono stati stampati da Bobby Gillespie (il successivo batterista della band) a Glasgow e contiene messaggi scritti a mano dal gruppo. Le copie successive (senza l'indirizzo del gruppo) sono state prodotte in una diversa varietà di colori tra cui il rosso, il giallo, il blu e il rosa. Nel 1985 il singolo è stato ripubblicato con una copertina completamente diversa ma lo stesso numero di catalogo.

## Tracce
Lato A
1. Upside Down – 3:01 (Jim Reid, William Reid)

Lato B
1. Vegetable Man – 3:35 (Syd Barrett)

## Formazione
- Jim Reid - voce
- William Reid - chitarra
- Douglas Hart - basso
- Murray Dalglish - batteria (solo accreditato)

### Produzione
- Alan McGee - lato A
- Joe Foster - lato B